# Цыбыцино
Цыбыцино — деревня в Брейтовском районе Ярославской области. Входит в состав Брейтовского сельского поселения.

## География
Находится в северо-западной части Ярославской области на расстоянии приблизительно 5 км на юг-юго-запад по прямой от административного центра района села Брейтово.

## История
В 1859 году здесь (деревня Мологского уезда Ярославской губернии) было учтено 16 дворов, в 1898 — 22.

## Население
Численность населения: 104 человека (1859 год), 40 (русские 97 %) в 2002 году, 23 в 2010.